# Lanuéjols (Gard)
Lanuéjols – miejscowość i gmina we Francji, w regionie Oksytania, w departamencie Gard.
Według danych na rok 1990 gminę zamieszkiwały 304 osoby, a gęstość zaludnienia wynosiła 5 osób/km² (wśród 1545 gmin Langwedocji-Roussillon Lanuéjols plasuje się na 625. miejscu pod względem liczby ludności, natomiast pod względem powierzchni na miejscu 32.).